# Bilanca plaćanja
Bilanca plaćanja ili platna bilanca jest statistički izvještaj o ekonomskim transakcijama između zemlje i ostatka svijeta u određenom razdoblju (obično 1 godina). Izražava se u određenoj valuti (obično u valuti te zemlje). 

## Struktura
Bilanca plaćanja sastoji se od tekućeg računa te kapitalnog i financijskog računa. Tekući račun čine roba i usluge, dohodak (od investicija i naknade zaposlenima) i tekući transferi (radničke doznake, transferi vladi i dr.). Kapitalni račun čine kapitalni transferi, a stavke financijskog računa su izravne, portfolio i druge investicije te rezerve. Transakcije koje nisu statistički evidentirane obuhvaćene su stavkom statističkih pogrešaka i neslaganja, a stavkom službenih transakcija poravnava se platnu bilancu ako se pojavi deficit ili suficit u razmjeni (obično kupnjom ili prodajom vrijednosnica).
| Debitne stavke (-)                                                   | Kreditne stavke (+)                                                    |
| -------------------------------------------------------------------- | ---------------------------------------------------------------------- |
| uvoz robe, uvoz usluga                                               | izvoz robe, izvoz usluga                                               |
| odljev dohotka od rada i investicija; jednostrani transferi - odljev | priljev dohotka od rada i investicija; jednostrani transferi - priljev |
| odljev dugoročnog kapitala u inozemstvo                              | priljev dugoročnog kapitala u zemlju                                   |
| odljev kratkoročnog kapitala u inozemstvo                            | priljev kratkoročnog kapitala u zemlju                                 |
| povećanje deviznih rezervi                                           | smanjenje deviznih rezervi                                             |

U bilanci plaćanja primjenjuje se načelo dvostrukog knjiženja, a transakcije i bilančne pozicije se dijele na kreditne i debitne (prema modelu MMF-a iz 1977. godine). Kreditne transakcije rezultiraju priljevom plaćanja iz inozemstva (npr. po osnovi izvoza roba ili usluga, dohotka primljenog od investiranja u inozemstvu, pomoći primljene od stranih vlada i dr.). Debitne transakcije dovode do plaćanja prema inozemstvu po osnovi uvoza robe, plaćanja za usluge, dohotka plaćenog na lokalne investicije stranaca, pomoći koju država šalje u inozemstvo i dr.). Svaka kreditna stavka ima uravnotežujuću debitnu stavku i obrnuto, pa je ukupna bilanca plaćanja knjigovodstveno uvijek u ravnoteži (zbroj svih stavki bilance plaćanja iznosi nula), no istovremeno svaka od navedenih stavki može imati pozitivne ili negativne neto vrijednosti (npr. vrijednost uvoza može biti veća od izvoza robe, što može voditi negativnom saldu tekućeg računa).
Kao cjelinu, može ju se prikazati na sljedeći način:
```
BP = (X-M) + (PK-OK) + (FP-FO) + R
```

gdje je X izvoz, M uvoz, PK priljev kapitala, OK odljev kapitala, FP financijski priljev, FO financijski odljev, R račun deviznih rezervi.

## Neravnoteže bilance plaćanja
S obzirom na to da je bilanca plaćanja knjigovodstveno uvijek u ravnoteži jer se tekući i kapitalni račun uvijek uravnotežuju, ako jedan iskazuje suficit, drugi mora iskazati deficit. 
Deficit tekućeg računa znači da je uvoz robe i usluga, odljev dohotka od investicija i transferi prema inozemstvu premašuju izvoz robe i usluga te priljeve dohotka i transfera iz inozemstva, dok je kod suficita obratno.
U vezi deficita tekućeg računa može se poduzeti sljedeće:
- smanjenje povećanjem priljeva i/ili smanjivanjem odljeva (npr. povećanje izvoza i/ili smanjenje uvoza)
- financiranje zaduživanjem (priljevima u kapitalnom računu), koje pak može povećati deficit tekućeg računa (zemlja povećava vanjski dug)

Implikacije deficita tekućeg računa su sljedeće: 
- zemlja ima negativne neto strane investicije i neto je dužnik prema inozemstvu
- manja štednja od investicija u zemlji
- proizvodi se manje robe i usluga nego što se troši

Zemlja može biti neto dužnik ili neto kreditor. Kumulirane obveze/potraživanja zemlje prema inozemstvu po osnovi zaduživanja prikazuje bilanca međunarodne zaduženosti, koja među ostalim upozorava na osjetljive stavke (npr. kratkoročni dug prema inozemstvu koji se mora brzo likvidirati).

### Neravnoteža trgovinske bilance
Trgovinska bilanca je sumarni prikaz razmjene robe i usluga s inozemstvom (X-M) pa kao takva prikazuje uspjeh zemlje u odnosima s inozemstvom. Saldo trgovine s inozemstvom je razlika izvoza i uvoza te može iskazivati deficit ili suficit. 

### Uravnoteženje bilance plaćanja
Ako je tekući račun u deficitu ili suficitu potreban je određeni mehanizam da ga vrati u ravnotežu. Mehanizmi prilagođivanja mogu biti automatski (spontani ekonomski procesi) i diskrecijski (provedena ekonomska politika). 

#### Automatski mehanizam
Automatsko prilagođivanje je klasični pristup koji je bio izražen u uvjetima zlatnog standarda (19. i rano 20. stoljeće) kada je valuta svake zemlje bila pokrivena zlatom i imala fiksni paritet prema zlatu, a uvoz i izvoz se plaćali i naplaćivali u zlatu. 
U deficitnim zemljama (gdje uvoz premašuje izvoz te dolazi do odljeva novca, a time i zlata), ako se gubi zlato, dolazi do smanjenja ponude novca i pada razina cijena u zemlji. Niže cijene čine njezin izvoz konkurentnijim i pada potražnja za uvozom, te se tako uspostavlja ravnoteža. U suficitnim zemljama (izvoz veći od uvoza) priljev zlata povećava ponudu novca i podiže razinu cijena u zemlji, što će destimulirati izvoz i poticati uvoz dok suficit ne bude uklonjen. 
Automatski mehanizmi su bili poželjni dok je ekonomija bila u stanju pune zaposlenosti. Ako taj uvjet nije ispunjen, cijene se mijenjaju sporije od ponude novca te su neelastične u kratkom roku, pa će smanjenje ponude novca u kratkom roku prije smanjiti proizvodnju i zaposlenost nego cijene. U stanju podzaposlenosti potrebna je državna intervencija.

#### Diskrecijski mehanizmi
Mjere ekonomske politike za postizanje vanjske ravnoteže uključuju monetarnu politiku, fiskalnu politiku i tečajnu politiku. Alternativne mogućnosti su smanjivanje uvoza (zaštitnom politikom i realnom deprecijacijom valute), smanjivanje potrošnje (smanjenjem državne potrošnje, rastom poreza, restriktivnom monetarnom politikom), preusmjeravanje potrošnje prema domaćoj robi i smanjivanje kratkoročnih fluktuacija tečaja (fiksni režim, uvozne kontrole i dr.)
Tri su pristupa za uravnoteženje bilance plaćanja
- Pristup elastičnosti: usredotočuje se na utjecaj promjene tečaja – devalvacija valute može smanjiti ili ukloniti deficit tekućeg računa. Devalvacija bolje djeluje ako je potražnja elastična (Marshall-Lernerov uvjet)
- Apsorpcijski pristup: usredotočuje se na dohodovne efekte: domaći izdaci se moraju smanjiti kako bi se smanjio uvoz.
- Monetarni i portfolio pristup: usredotočuje se na promjene kupovne snage novca: promjena količine novca utječe na domaću potrošnju i izdatke, što smanjuje uvoz.

Po F. Machlupu, pristupi za uravnoteženje bilance plaćanja su: 
1. stvarno uravnoteženje preko četiri legitimna procesa uravnoteženja: deflacijom cijena i dohotka u deficitarnim zemljama, inflacijom cijena i dohotka u suficitarnim zemljama, deprecijacijom valute deficitarne zemlje, aprecijacijom valute suficitarne zemlje
2. financiranje depozita smanjenjem monetarnih pričuva, povećanjem zaduženja u inozemstvu, odlaganjem plaćanja dospjelih inozemnih zajmova, smanjenjem zaliha uvezene robe u deficitarnim zemljama, te suprotnim kretanjima u suficitarnim zemljama
3. kompenzatornim korekcijama: smanjenje troškova proizvodnje radi povećanja izvoza i smanjenja uvoza, supstitucija uvoza, povećanje kamatne stope radi smanjenja odljeva i privlačenja u zemlju stranog kapitala u deficitarnoj zemlji, te suprotne mjere u suficitarnoj zemlji.